# Gemini (協議)
Gemini协议是分布式超文本信息系统的应用层协议，用戶可以依靠此協議訪問Gemini空间中的文本文件。該協議是用TLS等技术来实现，从而提高了隐私性。该协议正在合作设计中，目前尚未成為互联网标准。
该協議的设计受Gopher的启发，但它要求使用傳輸層安全性協定并附帶有首次使用时的信任（TOFU）和与保護隐私相关的功能。它的目的不是要取代Gopher或HTTP，而是要与它们共存。  
Gemini是在TCP/IP协议族的框架内设计的。与HTTP(S)一样，Gemini在主从式架构中是一種请求-响应协议。例如，一个Gemini浏览器（類似HTTP网页浏览器）可以是客户端，而运行在托管Gemini網站的网络主机上的应用程序可以是服务器。客户端會向服务器提交一个Gemini请求消息。
Gemini在网络上通过统一资源定位符（URL）进行识别和定位，Gemini所使用的统一资源标志符是gemini://，类似于超文本传输安全协议网站中的https://。Gemini沒有类似原始超文本传输协议方案中的不安全的情况。